# رجل عجوز بجناحين عظيمين
رجل عجور بجناحين كبيرين (بالإسبانية: Un señor muy viejo con unas alas enorme) ترجمت تحت عنوان (حكاية للاطفال) هي قصة قصيرة للكاتب الكولومبي غابرييل غارسيا ماركيز.في عام 1955 نشرت الحكاية لأول مرة ثم في عام 1972 نشرت باللغة الإنجليزية في كتاب بعنوان (أوراق العاصفة وقصص أخرى).
وتتضمن القصة القصيرة رجلاُ عجوزاُ له أجنحة كبيرة يظهر في الساحة الخلفية للعائلة في ليلة عاصفة. ويتبع ذلك ردود افعال العائلة واهل البلدة والزوار من خارج البلدة. وتنتمي هذه القصة إلى النوع الادبي المسمى الواقعية السحرية.
رجل عجوز بجناحين كبيرين
| العنوان الاصلي باللغة الاسبانية | señor muy viejo con unas alas enorme        |
| ترجمها إلى الإنجليزية           | غريغوري راباسا                              |
| النوع الادبي                    | الواقعية السحرية                            |
| نشرت في عنوان                   | الاوراق العاصفة وقصص اخرى                   |
| نوع النشر                       | كتاب                                        |
| الناشر                          | هاربر ورو (الطبعة الاولى باللغة الانجليزية) |
| تاريخ النشر الاصلي              | 1955                                        |
| نشرت باللغة الانجليزية          | 1972                                        |

## ملخص الحبكة
تبدأ القصة بعد ثلاثة أيام من سقوط المطر، مما يجعل سرطان البحر ينتشر في كل مكان حيث كان طفل بيلايو وأليسيندا مريضا، ويفترض أنه أصبح مريضا بسبب رائحة سرطان البحر. وجدوا في الساحة الخلفية لمنزلهم رجلاً عجوراَ مريضاً له أجنحة هائلة كان مستلقياَ على وجهه. حاول الزوجان التواصل معه، لكن لغته غير المفهومة تدفع الزوجين إلى الاعتقاد انه مهرب.امرأة تجاور العائلة تعرف اشياء كثيرة عن الحياة والموت تخبر الزوجين بانه ملاك.وفي اليوم التالي يعلم الجميع ان هنالك «ملاكاَ حقيقي» في الساحة الخلفية لمنزلهم، يقرر بيلايو حبس الملاك في حظيرة الدجاج بين عشية وضحاها ثم ارساله على طوف إلى مصيره.في وقت مبكر من صباح اليوم التالي، يجتمع السكان المحليين امام حظيرة الدجاج لمضايقة الملاك.يصل الاب غونزاغا الذي يبلغ السبعين من عمره ويشعر بالقلق من الاشياء الغريبة ومعرفة ما إذا كان الرجل العجوز ملاكاَ ام لا.في النهاية، يجد الاب غونزاغا العديد من الاسباب التي تجعل من المستحيل ان يكون الرجل ملاكاَ مثل حقيقة ان الرجل العجوز لا يفهم اللغة الاتينية كما تظهر العديد من الخصائص لبشرية على الملاك.قررت اليسنيدا التي سئمت من تنظيف فوضى الزائرين، فرض رسوم دخول قدرها 5 سنتات على رؤية الملاك وهو ما يسمح لهم في النهاية بجمع ثروة صغيرة.سرعان ما يفقد الحشد الاهتمام بالملاك لان شخصاَ رائعاَ اخر أصبح مشهوراَ في القرية.عامل الجذب الجديد للسكان هي امرأة عصت والديها عندما كانت صغيرة وتحولت منذ ذلك الحين إلى عنكبوت ومن اجل استمرارها في سرد قصتها قام سكان البلدة برمي كرات اللحم في فمها والتي كانت (وسيلة التغذية الوحيدة لها), على الرغم من ان سكان المدينة لم يعودوا يزورون الملاك فقد وفرت العائلة ما يكفي من المال لبناء قصر به شرفات وحدائق وشبكات.لا يزال الملاك في الاسر وصحته تتراجع ويبدو انه على وشك الموت.عندما ينتهي شتاؤه الاخير في حظيرة الدجاج يصبح فجأةَ أكثر صحة وينمو له بعض الريش الجديد.في البداية، أصبح يتجول في جميع انحاء المنزل لكن اليسيندا تواصل ابعاده عن الغرف النظيفة. بقي يوم واحد ويغادر المنزل ويطير بعيدا، تراقبه اليسيندا وهو يفعل ذلك من خلال نافذة المطبخ وهي تواصل تقطيع البصل.

## الشخصيات
بيلايو : بيلايو هو والد الطفل وزوج اليسيندا.يكتشف الرجل العجوز في الساحة الخلفية لمنزله.
اليسيندا : اليسيندا هي ام الطفل وزوجة بيلايو. اليسيندا هو الشخص الذي ياتي بفكرة جذب الناس لرؤية العجوز.
الرجل العجوز : هو «يحلم» في القصة.يظهر في الساحة الخلفية في الوحل.كانت العائلة مترددة حول هويته، لذلك يجعلونه يعيش في حظيرة الدجاج. انه متسخ للغاية، ويتحدث لغة غير مفهومة لا يفهمها أحد.عندما تبدأ الحشود زيارته لأول مرة، يخفي نفسه ويتحلى بالصبر حول ما يجري حوله، بينما تستمر الحشود بالقدوم من جميع انحاء العالم لرؤيته، يصبح من المشاهير.وفي وقت لاحق، أحرقته الحشود بمكواة تحمل علامة تجارية وهو يرفرف بجناحية بألم. في النهاية، ينمو كل ريشه ويطير بعيدا.يوصف الرجل العجوز عدة مرات بانه لديه عيون «أثرية».
الاب غونزاغا : هو كاهن المدينة وشخصية السلطة في المدينة. يوصف بانه «حطاب قوي» قبل ان يصبح كاهن يشتبه الاب غونزاغا في ان الرجل العجوز هو دجال الانه لا يعرف الاتينية، لغة الله. ثم اتصل بالكنيسة وينتظر الحكم على العجوز من السلطة العليا.
الجاره : يقال ان الجاره يعرف كل شي عن الحياة والموت.انها تعتقد ان الرجل العجوز هو ملاك سقط من السماء وجاء لابن بيلايو.على الرغم من عدم أخذ بالنصائح المتعلقة بضرب العجوز، الا انها لا تزال تحاول مساعدة جاريها بيلايو واليسيندا.
المرأة العنكبوت : تاتي بشكل اساسي وتاخذ شهرة الرجل العجوز. انها مثيرة للمشاكل وطردت من المنزل بسبب عصيانها لوالديها. تحولت إلى عنكبوت مع رأس امرأة. وينسى الناس الرجل العجوز ويركزون اهتمامهم بها.على عكس الرجل العجوز الذي لا يتحدث ويتحرك كثيرا، فهي مفتوحة دائما لتخبر قصها، لذلك يتخلى القرويون عن الرجل الغجوز عندما تأتي. «امرأة العنكبوت» جذابة للزائرين لانها شخصية متقلبه بدلا من الرجل العجوز البارة والغريب على ما يبدو.
الطفل : هو المولود الجديد بيلايو واليسيندا، وهو مريض عندما تبدا القصة. تحاول الجاره اخبار العائلة بان الرجل العجوز جاء لأخذ الطفل. الرجل العجوز والطفل مرتبطان بعض الشي.انهم مريضين في نفس الوقت ويلعبان سوية.

## المواضيع
هناك موضوعات أساسية لهذه القصة القصيرة.
هناك موضوع لتفسير هياكل السلطة كما نرى مع الأب غونزاغا والجاره.
هناك أيضًا موضوع للحالة الإنسانية عند النظر إلى الرجل العجوز وكيف لا ينظر إليه على أنه ملائكي بسبب صفاته الأرضية.
الحالة الإنسانية مهمة عند النظر إلى المرأة العنكبوت كقصتها التي تجذب الزائرين لأنهم يمكن أن يشفقوا عليها
. بعض الموضوعات الأخرى التي يجب مراعاتها هي أوجه التشابه بين الطفل والملاك حيث يبدو أن الاثنين متصلان.
يتم تمثيل موضوع الأجنحة ورمزها في هذه القصة أيضًا.
يمكن تفسير أهمية الأجنحة بالنسبة لخصائص الرجل العجوز واستخدام ماركيز للأجنحة لتكون بمثابة منطق تكميلي.
تفصل الأجنحة هذا الرجل العجوز عن بقية أفراد المجتمع.
حتى عندما يفحص الطبيب الأجنحة فإنها تبدو طبيعية ولكنها مختلفة عن التشريح المعتاد. هناك أيضًا موضوع أساسي يتمثل في التشكيك في الصور المقدسة والعلمانية.
تلعب الواقعية السحرية دوراً كبيراً في هذه القصة.
الراوي هو الشخص الثالث كلي المعرفة. هذا يمكن أن يعطي تأثير لزيادة الشعور بالواقعية السحرية في جميع أنحاء السرد.يمكن للقارئ أن يفهم أن هذه القصة تعمل في عالم يشبه إلى حد كبير عالمنا ولكنه منفصل، كما هو الحال في واقع متغير منذ أن هبط الرجل المجنح في البداية.

## المحتوى
تلقت القصة عدة ردود انتقادية، معظمها يعلق على استخدام ماركيز لنوع الواقعية السحرية. في مقال نشر في مجلة (مجلة رائعة في الفنون (، علق جرير واتسون أن هناك القليل الذي يعتبر رائعا حول القصة، بل يتم تقديم عناصر مثل أجنحة الرجل العجوز كحقيقة مقبولة.
```
يمضي إلى القول إن الطبيعة الملائكية للرجل المجنح هي فقط المشكوك فيها.
[
6
]
 يجادل الباحث جون جودوين بأنه يمكن قراءة نص الحكاية كتعليق على La Violencia ، حيث تم نشر القصة القصيرة خلال هذا الوقت، وكتب أن «آراء القرويين تكشف عن رؤية مثالية للدين كحكومة؛ معاملتهم لملاك ولكن الملاك يخون رد فعلهم على الحكم من قبل السلطات الدينية.»
[
7
]

ورد النقاد الآخرون أيضًا، حيث لاحظت فيرام.كوتزينسكي أنها رأت أن استخدام الأجنحة في القصة علق على أسطورة الطيران الأمريكي الأفرو. كأس الطيران بشكل عام، 
[
4
]
 بينما شعر مارسي شوارتز أن استخدام ماركيز للغموض كان فعالًا.
[
5
]
```

## طبعات القصة
تم تمثيل هذا المقطع على المسرح بواسطة نيلو كروز في عام 2002، 
والتي نشرها في مجلة مسرح، قام تشكيل المسرح باريبارتاك من الهند بالتوافق مع المسرحية منذ عام 2005.

## الروابط الخارجية
- List of short stories in Leaf Storm
- Film Un Señor muy viejo con unas alas enormes  في قاعدة بيانات الأفلام على الإنترنت (بالإنجليزية)
- Literature, Arts and Medicine Database نسخة محفوظة 7 أبريل 2012 على موقع واي باك مشين.
- Nobel Prize website